# Toblerone
Toblerone (произносится: Тоблеро́н) — шоколадный батончик, сформованный в виде долек из пирамидок, напоминающих знаменитую гору Маттерхорн, расположенную на границе Швейцарии и Италии. Выпускается в Швейцарии с 1908 года. В настоящее время производится компанией Mondelēz International, образованной в 2012 году в результате разделения Kraft Foods. Штаб-квартира — в Дирфилде (штат Иллинойс, пригород Чикаго). «Тоблерон» считается самым известным швейцарским шоколадом и является традиционным рождественским подарком.

## История
В 1868 году Жан Тоблер (Jean Tobler) стал владельцем собственной кондитерской лавки в Берне (Швейцария), продавая шоколад и сладости разных производителей. Повышенный спрос на кондитерские изделия побудил его к созданию собственной фабрики по изготовлению шоколада. В 1899 году Жаном Тоблером совместно с сыновьями в Берне была создана фабрика Fabrique de Chocolat Berne, Tobler & Cie. В 1900 году Жан Тоблер передаёт управление фабрикой в руки своего сына Теодора Тоблера. В 1908 году Теодор и его двоюродный брат Эмиль Бауманн (Emil Baumann) создают уникальный рецепт приготовления и неповторимую форму шоколада в виде треугольных долек, получившего название Toblerone. Название шоколада представляет собой сочетание фамилии кондитера Тоблер (Tobler) и итальянского слова туррон (torrone) — особого вида миндальной нуги. Подобная смесь считается первым соединением «шоколада и конфеты в одном продукте». По мнению кулинарного автора Карлы Барди, появление «Тоблерона» стало «начальным этапом превращения шоколада из изысканного продукта в популярную закуску, из коллективной церемонии — в наслаждение в одиночестве». 
Существует несколько версий появления необычной формы шоколада. Согласно одной из них, шоколад напоминает гору Маттерхорн в швейцарских Альпах. Это показано на упаковке и рекламе продукта. Другая версия гласит, что на его создание Тоблера вдохновили танцовщицы варьете, в частности знаменитого парижского увеселительного заведения Folies Bergeres, выстраивающие в конце представления живую пирамиду. По ещё одной версии, в основу формы положена пирамида (см. Всевидящее око) — известный масонский символ. Тёмную и блестящую поверхность шоколадки получали посредством процесса темперирования. Этот термин восходит к одному из способов металлургического производства. В технологии изготовления шоколада это означало нагревание массы с постепенным понижением температуры. Это приводило к разрушению кристаллической решётки жира, который являлся причиной появления пятнистой поверхности у шоколадной плитки.
Tobler подал заявку на патент на процесс производства Toblerone в Берне в 1909 году. В том же году торговая марка была зарегистрирована в Швейцарском федеральном институте интеллектуальной собственности в Берне, став первым запатентованным молочным шоколадом, изготовленным из миндаля и мёда. Во время Первой мировой войны компания являлась поставщиком швейцарской армии. В 1919 году годовой доход компании составил более 100 млн. швейцарских франков. В 1920-е годы производитель испытывал трудности со сбытом. Компания была основана в городе Берн, согласно народной легенде получившим название в честь медведя, который является геральдическим животным города. Именно поэтому Toblerone включила в свой логотип светлый силуэт медведя, стоящего на задних лапах. Это новшество было введено в 1920 году. В 1970 году на упаковку был помещён силуэт пика Маттерхорн на котором виднеется профиль медведя. В 1970-е годы произошло объединение производителя с компанией Suchard. В 1969 году Toblerone начинает производить чёрный шоколад, а с 1970 года — белый. В 2007 году был налажен выпуск шоколада с новым вкусом — с орехами и изюмом.
В 2022 году компания сообщила о переносе части производства в Словакию, в результате чего с упаковки убрали надпись «швейцарский шоколад» — по закону произведенный за границей продукт нельзя называть швейцарским. В настоящее время линейка компании маркируется «Создано в Швейцарии». В 2023 году стало известно, что будет изменён и дизайн упаковки, так как по этой же причине компании нельзя использовать национальные символы, в том числе изображение швейцарской горы Маттерхорн.

## Защита бренда
Компания-владелец марки неоднократно подавала иски относительно защиты бренда от других производителей. Во второй половине 2010-х годов британская компания Poundland выпустила плитки шоколада под маркой Twin Peaks (название выбрано в честь американского сериала «Твин Пикс»), напоминающий по своей форме Toblerone, только в отличие от швейцарского производителя, в их продукции «треугольники выстроены не по одиночке в ряд, а попарно». Британцы объяснили, что их продукция отсылает не к горе Маттерхорн, а к холму The Wrekin (высота 407 м). Он находится на западе Англии (восточный Шропшир) возле штаб-квартиры Poundland. В 2017 году судом было принято решение, что швейцарский товарный знак по-прежнему имеет правовую силу. В связи с этим Twin Peaks обязали «изменить свою форму и внешний вид». В итоге британцы изменили форму своих плиток шоколада.
В начале 2021 года Коммерческий суд Берна закончил рассмотрение дела в отношении швейцарской компании Cocoa Luxury, владельца марки шоколада премиум-класса SwissOne. Представители Toblerone пытались доказать, что ответчик намеренно использовал схожесть названия двух марок (окончание ONE). Требования Mondelēz International были отклонены и компания выплатила конкуренту компенсацию. В 2021 году к Cocoa Luxury был подан новый иск. Предметом рассмотрения стало незаконное использование «репутации оригинала» в части схожести оформления шоколада. Владелец SwissOne Вернон Штубер (Vernon Stuber) заявил, что части шоколада не изображают горы, а «источником вдохновения для создания такой формы послужили дюны и морские раковины». Кроме того, по его словам, «фрагменты шоколадной плитки SwissOne если на что и похожи, так это на Сиднейский оперный театр, а не на Маттерхорн».

## Состав и упаковки
Классический тоблерон из молочного шоколада состоит из:
- 28 % — шоколад (минимум)
- 14 % — молоко (минимум)
- 10 % — миндальная нуга (1,6 % — миндаль)
- 3 % — мёд

При этом общее количество сахара составляет 59,5 %, жира — 29,5 % и соли — 0,15 %.
Стандартные упаковки тоблерона:
| Размер | Мелкие | Мини | 35 г. | 50 г. | 75 г. | 100 г. | 150 г. | 360 г. | 750 г. | 4.5 кг. |
| Дольки | 3      | 3    | 8     | 11    | 11    | 12     | 9      | 11     | 17     | 12      |

## В культуре

### Оборонительная линия Тоблерон
В Швейцарии существует оборонительная линия Тоблерон времён Второй мировой войны, состоящая из бетонных противотанковых блоков. Их форма и расположение схожа с формой шоколадки, что и дало название этому укреплению.

### «Дело Toblerone»
В 1995 году шведский политик Мона Салин, используя кредитную карту, предназначенную для рабочих покупок, израсходовала более 50 тысяч шведских крон, купив среди прочего две шоколадки Toblerone. Случай получил широкую огласку и стал известен как «Дело Toblerone», а Салин была вынуждена снять свою кандидатуру на пост премьер-министра Швеции. В политику она вернулась лишь в 1998 году.

### Toblerone и халяль
В 2018 году представитель Mondelēz International заявил в Берне о том, что шоколад был сертифицирован как халяльный, то есть соответствующий нормам и предписаниям ислама продукт. Несмотря на то, что оригинальный рецепт для этого не изменялся, на сертификацию бурно отреагировали европейские ультраправые: так, лидер партии «Альтернатива для Германии» Йорг Мойтен на своей странице в Facebook описал произошедшее как подтверждение «скрытой исламизации» Европы.